# Internacionalismo liberal
O internacionalismo liberal é uma doutrina de política externa que defende dois pontos principais: primeiro, que as organizações internacionais devem alcançar acordos multilaterais entre Estados que defendam normas baseadas em regras e promovam a democracia liberal; e, segundo, que organizações internacionais liberais podem intervir em outros Estados para perseguir objetivos liberais. Este último pode incluir ajuda humanitária e intervenção militar. Essa visão é contrastada com doutrinas de política externa isolacionistas, realistas ou não intervencionistas; esses críticos o caracterizam como intervencionismo liberal.

## História
O internacionalismo liberal surgiu durante o século XIX. Pensadores proeminentes incluíram Lionel Curtis, Alfred Zimmern e Norman Angell.

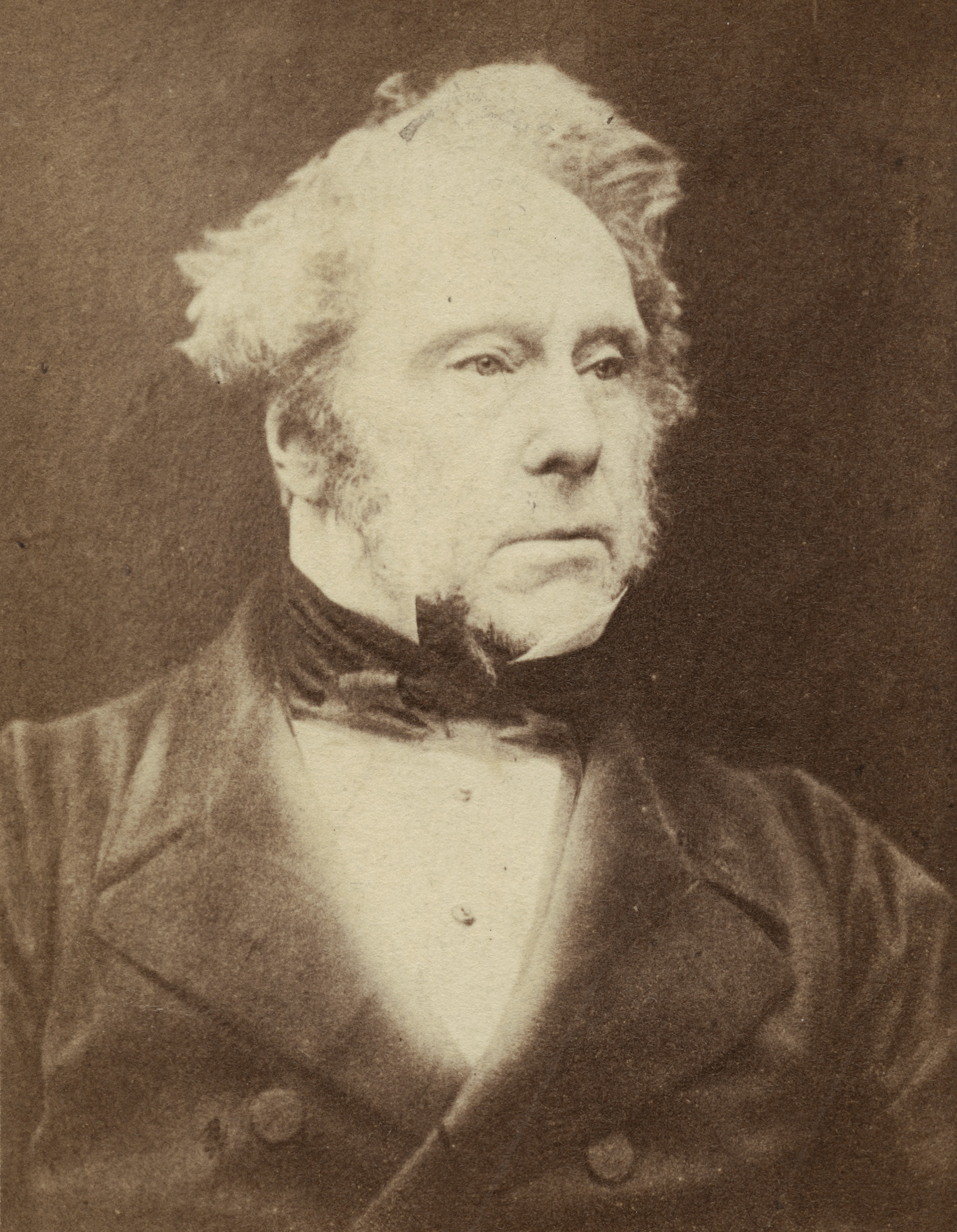
O internacionalismo liberal surgiu durante o século XIX, notadamente sob os auspícios do ministro das Relações Exteriores e primeiro-ministro britânico, Lord Palmerston.

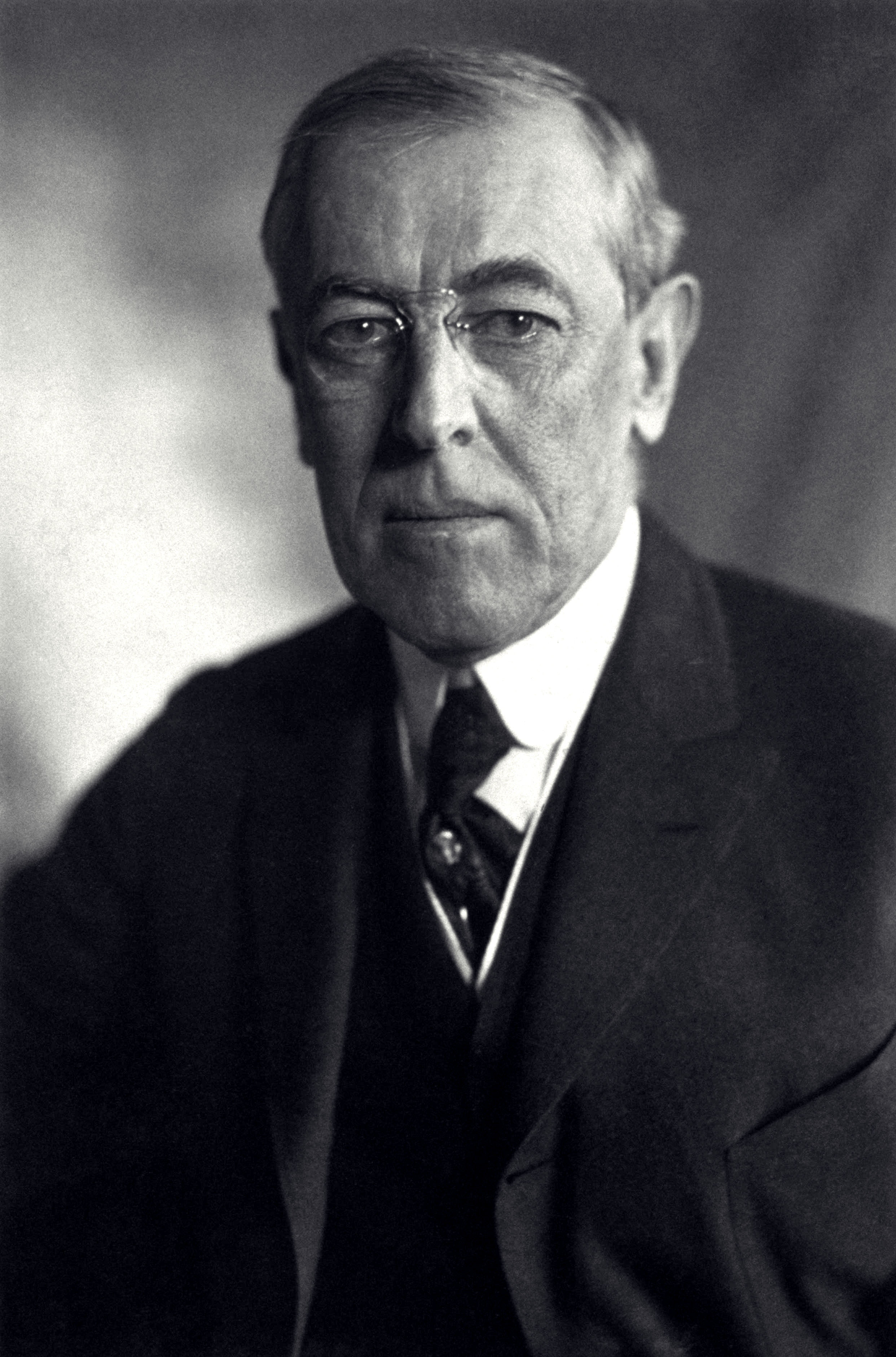
O internacionalismo liberal foi desenvolvido na segunda década do século 20 sob o presidente dos Estados Unidos, Woodrow Wilson.

Entre os formuladores de políticas, o internacionalismo liberal influenciou o secretário de Relações Exteriores e primeiro-ministro britânico, Lord Palmerston, e foi desenvolvido na segunda década do século 20 sob o presidente dos Estados Unidos, Woodrow Wilson. Nessa forma, ficou conhecido como wilsonianismo. Daniel Deudney e John Ikenberry também associaram o internacionalismo liberal com ideias de política externa promovidas por Franklin D. Roosevelt. Paul K. MacDonald vinculou práticas diplomáticas desenvolvidas nas conferências de Haia de 1899 e 1907 como sendo repertórios-chave do internacionalismo liberal subsequente.

## Teoria
O objetivo do internacionalismo liberal é alcançar estruturas globais dentro do sistema internacional que estejam inclinadas a promover uma ordem mundial liberal. Prevê uma transformação gradual da política mundial da anarquia para as instituições comuns e o estado de direito. Nessa medida, o livre comércio global, a economia liberal e os sistemas políticos liberais são encorajados. Além disso, os internacionalistas liberais estão empenhados em encorajar a democracia a emergir globalmente. Uma vez realizado, resultará em um "dividendo de paz", pois os estados liberais têm relações caracterizadas pela não-violência, e as relações entre democracias são caracterizadas pela teoria da paz democrática.
O internacionalismo liberal afirma que, por meio de organizações multilaterais como as Nações Unidas, é possível evitar os piores excessos da "política de poder" nas relações entre as nações. Além disso, os internacionalistas liberais acreditam que a melhor forma de disseminar a democracia é tratar todos os Estados de forma igualitária e cooperativa, sejam eles inicialmente democráticos ou não.
De acordo com Abrahamsen, o internacionalismo liberal oferece mais oportunidades para as potências médias promoverem seus interesses econômicos, de segurança e políticos.

## Exemplos
Exemplos de internacionalistas liberais incluem o ex-primeiro-ministro britânico Tony Blair, o presidente dos Estados Unidos, Barack Obama, e a então secretária de Estado Hillary Clinton. Nos Estados Unidos, é frequentemente associado ao Partido Democrata Americano. Alguns neoconservadores de tendência liberal mudaram para o internacionalismo liberal na década de 2010.
Exemplos comumente citados de intervencionismo liberal incluem a intervenção da OTAN na Bósnia e Herzegovina ; o bombardeio da Iugoslávia pela OTAN em 1999; intervenção militar britânica na Guerra Civil de Serra Leoa; e a intervenção militar de 2011 na Líbia. Segundo o historiador Timothy Garton Ash, estes são distintos por motivações liberais e objetivos limitados, de outras intervenções militares de maior escala.
Instituições multilaterais, como PNUD, UNICEF, OMS e a Assembleia Geral da ONU, também foram consideradas exemplos de internacionalismo liberal.
De acordo com Ikenberry e Yolchi Funabashi, um dos principais pilares do internacionalismo liberal na prática é a constituição democrática e a prosperidade baseada no comércio do Japão, o que torna o Japão um importante estabilizador da ordem internacional liberal na Ásia-Pacífico.